# Смолянчани

## Личности, родени в градСмолян
- Александър Петров, български революционер от ВМОРО, четник на Дончо Лазаров[1]
- Анастас Куцооглу (1856 – 1945), тютюнев магнат, крупен дарител, роден в Райково
- Атанас Келпетков (1856 – 1926), учител, свещеник и революционер, секретар на капитан Петко Войвода, осъден на 101 г. затвор
- Анастас Стайков, Петър Стайков и Антон Стайков – три поколения родопски художници
- Анастас Чешмеджиев (1879 – ?), роден в Устово, деец на ВМОРО
- Антоанета Френкева, плувкиня. Сребърна и бронзова медалистка от Олимпийските игри в Сеул
- Аня Пенчева (р. 1957), актриса
- Борис Радев, режисьор
- Братан Шукеров (1912 – 1944), български партизанин, роден в село Устово, сега Смолян
- Валя Балканска, народна певица, прочула се с песента „Излел е Дельо Хайдутин“
- Васил Аврамов (1835 – 1907), учител и свещеник, първи български архиерейски наместник
- Васко Василев, световноизвестен цигулар, почетен гражданин на Смолян
- Величко Чолаков, щангист, бронзов медалист от олимпиадата в Атина през 2004 г.
- Владимир Бочуков (1877 – ?), роден в Райково, деец на ВМОРО
- Георги Казалиев, писател, краевед, изследовател на Родопите
- Георги Петканов, министър на вътрешните работи – 2001 – 2005, министър на правосъдието – 2005 – 2007 (НДСВ);
- Георги Пехливанов - Краля (1974 г.), изтъкнат журналист, хуманист и реалист. Директор в „Меридиан Мач“;
- йеромонах Григорий, известен още като поп Григорко (1800 – 1872), първият народен будител в Средните Родопи;
- Даниил Български (р. 1972), български патриарх и софийски митрополит
- Дан Кристо, един от най-добрите световноизвестни български магове;
- Димитър Македонски, виден възрожденец, основател на читалището в Устово -1866 г., едно от първите в България;
- Дечо Стояновски, революционер от ВМОРО
- Денислав Сираков, български народен и попфолк певец
- Добрина Чешмеджиева (р. 1973), журналистка и телевизионна водеща
- Елвира Георгиева (р. 1962), поп певица
- Иван Анастасов, македоно-одрински опълченец, 24-годишен, зидар, неграмотен, 3 рота на 10 прилепска дружина[2]
- Иванка Моралиева, плувкиня
- Илия Белковски (1847 – 1922), сподвижник на Левски, помощник на кмета на София, учител и революционен деятел
- Киряк Белковски (1820 – 1892), учител и свещеник, създател на родопската дамаскинарска школа, участник във Възраждането
- свещеник Константин Дъновски (1830 – 1918), деец на българското възраждане, духовник и просветител от най-висок ранг, баща на Петър Дънов
- Костадин Николов (1875 – 1931), революционер от Райково, деец на ВМОРО в Ахъчелебийско, известен и като Константин Николов
- Коста Чилингиров, политически и обществен деец
- Крум Савов (1882 – 1949), български фотограф, роден в Устово [3]
- Кръсто (Кръстю) Анастасов, македоно-одрински опълченец, 24-годишен, дърводелец, ІІ отделение, 3 рота на 7 кумановска дружина, безследно изчезнал на 27 юни 1913 година[4]
- Мехмед Кьорходжа, родопски помак войвода-управник на Смолянско-Ахъчелебийска околия, управлявал мирно областта в периода 1750 – 1779 г.
- Никола Гигов (р. 1937), творец, майстор на поезията и прозата. Има над 2300 художествени публикации, откоито 300 в чужбина на над 20 езика
- Никола Гюмюшев (1876 – ?), революционер, родом от Долно Райково, войвода на ВМОК
- Никола Савов, революционер, четник на Хаджи Димитър и Стефан Караджа
- Николай Вранчев, писател и преводач
- Рада Казалийска (1821 – 1907), светъл образ в родопското възраждане Първата новобългарска учителка в Родопите и първата новобългарска поетеса.
- Салих Ага, родопски помак войвода-управник на Смолянско-Ахъчелебийска околия, управлявал мирно областта в периода 1798 – 1838 г.
- Сашо Чобанов, музикален деец; (р. 1932 г.)
- Сава Стратев (1800 – 1891), ръководител на църковно националните борби в Смолянско – кмет на Устово
- Сава Петков Келешевски, възрожденец
- Силвана Чаушева (р. 1995 г.), българска волейболистка
- Стоян Радев, режисьор
- Стефан Станчев, (р. 1989), футболист
- Стою Шишков (1865 – 1937) фолклорист, етнограф, историк, основател на музея в Смолян, изследовател на Родопите и Тракия
- Сюлейман Кьорходжа, родопски помак войвода-управник на Смолянско-Ахъчелебийска околия, управлявал мирно областта в периода (1779 – 1798)
- Тодор Търколев, революционер
- Хаджи Иван Бечев(1818 – 1887), търговец и занаятчия – участник в църковно националните борби
- Христина Лютова (1940 – 2020), народна певица
- Христо Боботанов – Родопски (1879 – ?), революционер от Тайния македоно-одрински кръжок в Санкт Петербург, Русия[5]
- Христо Христов[6] (1977 – 2004), алпинист, загинал след покоряване на Еверест през 2004 г.
- Христо Стоянов (р. 1956 г.), поет, писател, публицист, журналист и колекционер, живял в Смолян от 1969 до 2010 година.

## Личности, свързани с град Смолян
- Младен Койнаров (р. 1945), народен певец от родопската фолклорна област – почетен гражданин на Смолян [7]